# Atletica leggera ai Giochi della XXVII Olimpiade - Salto in lungo maschile

Video della Finale

Il salto in lungo ha fatto parte del programma di atletica leggera maschile ai Giochi della XXVII Olimpiade. La competizione si è svolta nei giorni 25-28 settembre 2000 allo Stadio Olimpico di Sydney.

## Presenze ed assenze dei campioni in carica
| Competizione         | Atleta             | Prestazione | Sydney 2000 |
| -------------------- | ------------------ | ----------- | ----------- |
| Olimpiadi 1996       | Carl Lewis         | 8,50 m      | Rit. 1997   |
| Commonwealth 1998    | Peter Burge        | 8,22 m      | Presente    |
| Goodwill Games 1998  | Iván Pedroso       | 8,54        | Presente    |
| Europei 1998         | Kirill Sosunov     | 8,28 m      | Presente    |
| Coppa del mondo 1998 | Iván Pedroso       | 8,37 m      | Presente    |
| Asiatici 1998        | Masaki Morinaga    | 8,10 m      | Presente    |
| Panamericani 1999    | Iván Pedroso       | 8,52 m      | Presente    |
| Africani 1999        | Hatem Mersal       | 8,09 m      | Presente    |
| Mondiali 1999        | Iván Pedroso       | 8,56 m      | Presente    |
|                      |                    |             |             |
| Mondiali junior 1996 | Olexiy Lukashevych | 7,91 m      | Presente    |

1. ↑  Sotto la bandiera di Cuba.

## La gara
Qualificazione
Si qualificano direttamente solo i cubani Ivan Pedroso (8,32) e Luis Felipe Meliz (8,21). Ad essi vengono aggiunti i 10 migliori salti. Il vincitore dei Trials USA Melvin Lister rimane fuori con 7,82. Ivan Pedroso, campione del mondo all'aperto e al coperto in carica, è il favorito.
Finale
La gara è un duello all'ultimo salto tra Pedroso e Jai Taurima. L'australiano è in giornata e lo fa vedere già al secondo salto quando balza in testa con 8,18. Pedroso gli risponde da par suo con 8,34.
Al terzo turno Taurima eguaglia l'8,34 di Pedroso, balzando in testa per il secondo miglior salto. Al quarto turno Taurima si migliora ancora a 8,40: record personale e record di Oceania. Pedroso non ci sta e atterra a 8,41, giusto un centimetro in più.
Le emozioni non sono ancora finite allorché Taurima si supera con un salto a 8,49. Pedroso non riesce a rispondere subito poiché fa un nullo.
Raccoglie tutte le energie e piazza la botta vincente all'ultimo salto con 8,55.

## Risultati

### Turno eliminatorio
Si qualificano per la finale i concorrenti che ottengono una misura di almeno 8,15 m; in mancanza di 12 qualificati, accedono alla finale i concorrenti con le 12 migliori misure.

### Finale
| Primatista mondiale   | 8,95 | Mike Powell  | Rit. 1997 |
| Primatista stagionale | 8,65 | Iván Pedroso | Presente  |

1. ↑  Record stabilito nel 1991.
2. ↑  Stabilito il 3 giugno.

Stadio Olimpico, giovedì 28 settembre, ore 18:45.
| Pos     | Paese e Atleta      | 1° salto | 2° salto | 3° salto | 4° salto | 5° salto | 6° salto | Miglior Misura | Note             |
| ------- | ------------------- | -------- | -------- | -------- | -------- | -------- | -------- | -------------- | ---------------- |
| Oro     | Iván Pedroso        | X        | 8,34     | X        | 8,41     | X        | 8,55     | 8,55           |                  |
| Argento | Jai Taurima         | X        | 8,18     | 8,34     | 8,40     | 8,49     | 8,28     | 8,49           | Record nazionale |
| Bronzo  | Roman Ščurenko      | 7,76     | X        | 8,14     | X        | X        | 8,31     | 8,31           |                  |
| 4       | Oleksij Lukashevych | 8,08     | X        | X        | 8,22     | 8,26     | X        | 8,26           |                  |
| 5       | Kofi Amoah Prah     | 7,84     | X        | 8,19     | 7,95     | X        | 7,86     | 8,19           |                  |
| 6       | Peter Burge         | 7,80     | 8,06     | 7,93     | 7,96     | 8,15     | 8,11     | 8,15           |                  |
| 7       | Luis Felipe Méliz   | 7,97     | 7,94     | 8,08     | X        | 7,82     | X        | 8,08           |                  |
| 8       | Dwight Phillips     | X        | 7,90     | 8,06     | X        | X        | X        | 8,06           |                  |
| 9       | Bogdan Ţărus        | 8,00     | 7,93     | X        |          |          |          | 8,00           |                  |
| 10      | Carlos Calado       | 7,94     | 7,85     | 7,77     |          |          |          | 7,94           |                  |
| 11      | Petar Dachev        | 7,80     | X        | 7,70     |          |          |          | 7,80           |                  |
| 12      | Vladimir Maljavin   | X        | X        | 7,67     |          |          |          | 7,67           |                  |

Il migliore degli americani si classifica ottavo: è il peggiore piazzamento per gli USA alle Olimpiadi dal 1896.